# David VI de Georgia
David VI Narin (también conocido como el astuto) (1225-1293) de la dinastía Bagrationi fue el rey de Georgia entre 1245-1293. Desde 1253 a 1293 gobernó el reino de Imereti bajo el nombre de David I como estado vasallo de Georgia.

## Vida
Hijo de la reina Rusudán y su marido Muhammad Mughis ud-din Turkan Shah, fue coronado en Kutaisi como soberano conjunto por su madre en 1230. Temiendo que su sobrino David Ulu reclamara el trono a su muerte, Rusudan lo mantuvo prisionero en la corte de su yerno, el sultán Kaikosru II, y envió a su hijo David a la corte del Imperio Mongol para que consiguiera reconocimiento oficial como heredero. La reina murió en 1245, esperando el regreso de su hijo. Como los nobles georgianos creían que David había desaparecido, dos años después proclamaron a su primo David Ulu, hijo de Giorgi IV Lasha como rey de Georgia. En 1248 David VI Narin ("el joven") fue reconocido por Guyuk Kan como corregente junto a su primo David VII Ulu ("el viejo"). Ambos primos gobernaron conjuntamente hasta 1259, cuando David VI se rebeló sin éxito contra el yugo de los mongoles y tuvo que huir a Kutaisi, desde donde gobernó sobre Georgia occidental (Imereti) como un gobernante separado. En 1261 dio refugio a su primo David VII que también se había rebelado sin éxito contra los mongoles. Sin embargo, David VII terminó haciendo la paz con los mongoles y regresó a Tiflis, gobernando sobre Georgia oriental. De esta forma Georgia quedó dividida en dos reinos, aunque ambos reyes continuaban utilizando el título conjunto de "rey de Georgia".
Durante su reinado David VI mantuvo relaciones amistosas con la Horda de Oro y Egipto y rechazó los ataques de sus vecinos. En 1269 dio refugio a Teguder de Turan, hermano de Baraq, Khan de Turan, que se había rebelado contra Abaqa Khan. Sin embargo, cuando los soldados de Teguder comenzaron a aterrorizar a la población georgiana, David se alió con el general Sirmon de Abaqa Khan. A pesar de su alianza, Abaqa intentó derrocar a David VI con la ayuda del renegado Kakhaber Kakhaberisdze, y envió dos expediciones contra el reino de Imereti en la década de 1270. Sin embargo, David VI consiguió mantener su independencia e intentó restablecer la influencia georgiana sobre el Imperio de Trebisonda. Con este propósito atacó Trebisonda durante la ausencia del emperador Juan II Comneno en Constantinopla en abril de 1282; y aunque no consiguió apoderarse de la ciudad, los georgianos ocuparon varias provincias del imperio y ayudaron a Teodora, hermanastra de Juan, e hija de Manuel I de Trebisonda y su esposa Rusudan a apoderarse del trono en 1285, sólo para tener que huir poco después.
David VI murió en Kutaisi en 1293. Fue sucedido por su hijo mayor Constantino I. Se encuentra enterrado en la catedral Svetitskhoveli de Mtskheta.

## Matrimonio e hijos
David VI Narin se casó con Tamara, hija del noble georgiano Amanelisdze. En 1254 se casó con Teodora, hija del emperador bizantino Miguel VIII Paleólogo.
- Constantino I (hijo de Tamara)
- Miguel (hijo de Tamara)
- Vajtang II de Georgia (hijo de Tamara)
- Alejandro (hijo de Teodora)

Una teoría genealógica también lo considera padre de Rusudan de Georgia, emperatriz de Trebisonda, esposa de Manuel I de Trebisonda.